# Pers-Jussy
Pers-Jussy è un comune francese di 2 618 abitanti situato nel dipartimento dell'Alta Savoia della regione dell'Alvernia-Rodano-Alpi.

## Società

### Evoluzione demografica
Abitanti censiti